# Sportovec roku 1975
Sportovec roku 1975 byl sedmnáctý ročník ankety sportovních novinářů o nejlepšího sportovce Československa. Vítězem se stal skokan na lyžích Karel Kodejška, který se toho roku stal mistrem světa.

## První desítka
1. Karel Kodejška (skoky na lyžích)
2. Jan Kodeš (tenis)
3. Petr Sodomka (kanoistika)
4. Jan a Jindřich Pospíšilové (kolová)
5. Vladimír Malý (atletika)
6. Dagmar Kuzmanová (lyžování)
7. František Stehno (vodní lyžování)
8. Helena Fibingerová (atletika)
9. Anna Matoušková (cyklistika)
10. Květoslav Mašita (motorismus)